# Рудня Островита
Рудня Островита (біл. вёска Островитая Рудня) — село в складі Червенського району Мінської області, Білорусь. Село підпорядковане Червенській сільській раді, розташоване в центральній частині області.